# Среднебелорусские говоры

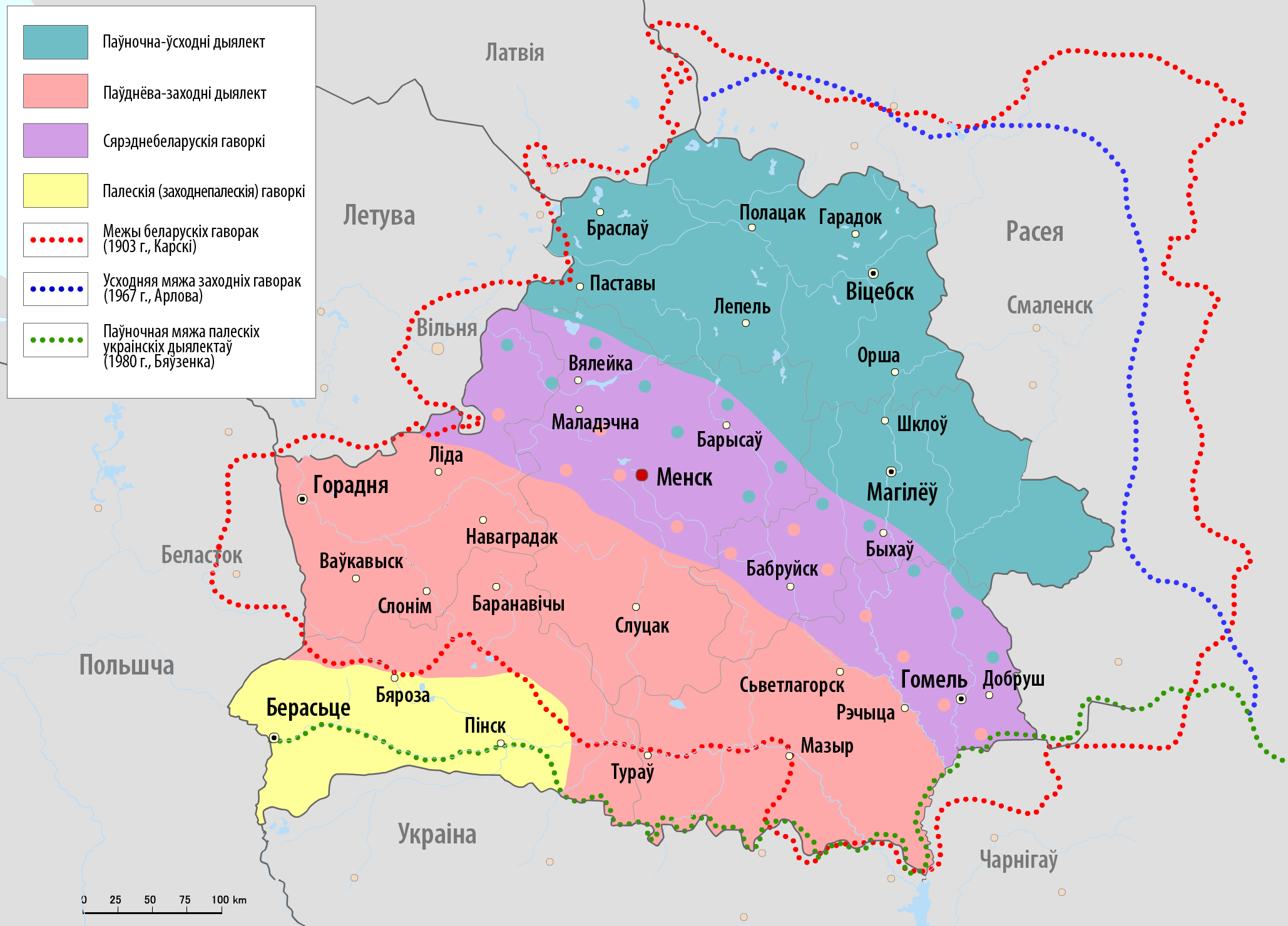
Среднебелорусские говоры на карте диалектов белорусского языка

Среднебелору́сские говоры (бел. сярэднебеларускія гаворкi) — белорусские переходные говоры, в которых совмещаются отдельные черты, присущие соседним с ними северо-восточному и юго-западному диалектам. Распространены в центральных и части северо-западных и юго-восточных районов Беларуси. Среднебелорусские говоры (прежде всего района вокруг Минска) лежат в основе современного литературного белорусского языка.

## Область распространения и диалектные зоны
Территория, на которой размещаются среднебелорусские говоры, пересекает Беларусь широкой полосой с северо-запада через центральные районы на юго-восток, охватывая при этом северную и центральную части Минской области, северо-восточную часть Гродненской области, юго-западные районы Могилёвской области и северо-восточные районы Гомельской области. Говоры среднебелорусского типа с чертами переходности к южнорусским отмечаются также на территории России на западе Брянской области. На севере и северо-востоке среднебелорусские говоры граничат с областью распространения северо-восточного диалекта белорусского языка, на востоке — с говорами Западной группы южнорусского наречия, на юго-востоке — с говорами северного диалекта украинского языка, к юго-западу от них расположены говоры юго-западного диалекта белорусского языка, а к северо-западу — область распространения польского и литовского языков.
Территория распространения среднебелорусских говоров полностью входит в ареал центральной диалектной зоны, объединяющий их с большей частью говоров юго-западного диалекта. К западу от Минска среднебелорусские говоры охватываются северо-западной и западной диалектными зонами, к востоку от Минска — юго-восточной и восточной диалектными зонами. Западная диалектная зона объединяет западные среднебелорусские говоры с говорами запада северо-восточного и запада юго-западного диалектов, а также со всеми полесскими говорами. Восточная и юго-восточная диалектные зоны объединяют восточные среднебелорусские говоры с говорами востока и центра северо-восточного и востока юго-западного диалектов (с учётом того, что юго-восточная диалектная зона не охватывает центральные говоры северо-восточного диалекта).

## Особенности говоров
Среднебелорусские говоры характеризуются сочетанием в них черт, присущих северо-восточному и юго-западному диалектам, собственные языковые явления в данных говорах распространены редко, и, как правило, не охватывают всей территории, занимаемой среднебелорусскими говорами.

### Фонетика

#### Вокализм
1. Наличие как шестифонемной системы вокализма (главным образом в северной и западной частях территории говоров), характерной для литературного языка и северо-восточного диалекта, включающей гласные /і/, /ы/, /е/, /а/, /у/, /о/[6], так и восьмифонемной системы (главным образом в южной и восточной частях территории говоров), включающей дополнительно гласные фонемы верхне-среднего подъёма /ê/ (/і͡е/), /ô/ (/у͡о/)[7].
2. Произношение [а] как [о] в позиции перед [ў]: зо́ўтра, про́ўда, казо́ў, насто́ўн’ік и т. п. в ряде говоров центральных районов Минской области[8].
3. Безударный вокализм после твёрдых согласных. Преобладание недиссимилятивного аканья (произношения [а] в первом предударном слоге перед всеми ударными гласными) в южной части среднебелорусских говоров, как и в юго-западном диалекте[9], а также во всех акающих среднерусских и южнорусских говорах (за исключением говоров юго-западной диалектной зоны)[10][11][12]. В северных районах Минской области и северо-восточных районах Гомельской области отмечается диссимилятивное аканье (произношение [а] в первом предударном слоге перед ударными [i], [е], [ы], [у], [о]: травíца; на траве́, вад’е́; травы́, вады́; траву́, траво́й, и произношение безударного [ъ] ([ы]) в соответствии /а/ в положении перед ударным [а]: тръва́ (трыва́), въда́ (выда́), как и в северо-восточном диалекте[13] и русских говорах юго-западной диалектной зоны.
4. Безударный вокализм после мягких согласных. Преобладание неполного недиссимилятивного яканья (произношение [’а] в первом предударном слоге перед всеми ударными гласными: в’асна́, з’амл’а́, и произношение [’е] во втором и последующих предударных, а также в заударных слогах: с’ерада́, в’ерабе́й, з’ел’енава́ты, во́с’ен’, в’е́ц’ер[14][15]. В северных районах Минской области и в северо-восточных районах Гомельской области встречается диссимилятивное яканье белорусского типа (произношение [’а] в первом предударном слоге перед ударными гласными [i], [е], [ы], [у], [о]: на з’амлí, н’асí; з’амл’у́, н’асу́; под з’амл’о́й; з’амл’е́, и произношение [’i] перед ударным [а]: зімл’а́, нісла́), как и в северо-восточном диалекте[16]. Ареал недиссимилятивного (сильного) яканья продолжается на территории западной части Брянской области, а также отмечается в Псковской группе среднерусских говоров[17][18][19].

#### Консонантизм
1. Произношение, как и в говорах юго-западного диалекта, твёрдого согласного звука [р] в отличие от мягкого [р’] в говорах северо-восточного диалекта и в некоторых полесских говорах: рабіна (рябина)[1][20].
2. Дзеканье и цеканье (произношение аффрикат [дз’] и [ц’] на месте [д’] и [т’]), как и в литературном языке и во всех говорах: дзен’, дзі́ва, цен’, ці́хі[2], за исключением полесских говоров и южных говоров на границе с Украиной[20][21].
3. Произношение твёрдых шипящих [ж], [ш], [ч], как и в литературном языке и во всех говорах: жыла́, шыц’, чытац’, пчала́ и т. п.[1], кроме некоторых говоров Полесья[20][21].
4. Произношение фарингального звонкого щелевого согласного [h] в соответствии /г/, как и в литературном языке и во всех говорах.
5. Наличие протетического /в/ перед губными гласными[2], как и в литературном языке и во всех говорах: во́ка, во́с’ен’, ву́л’ей, ву́л’іца[22]. Данное явление широко распространено в русских диалектах юго-западной диалектной зоны[23].

### Морфология

#### Имя существительное
1. Употребление в винительном пад. неодушевлённых существительных муж. рода ед. числа формы родительного пад.: дай ножа́, огурка́. Данное явление распространено также в юго-западном диалекте[24].
2. Наличие звательного пад.: бра́ц’е, дру́жа, сы́нку, ба́ц’ко, ма́мо, с’е́стро, Га́л’у и т. п., как и в юго-западном диалекте[25].
3. Формы творительного пад. существительных ед. числа жен. рода типа мыш с окончанием -ай, -эй, -ой: мы́шай, мы́шэй, мышо́й и т. п. в некоторых говорах севера Гродненской и востока Гомельской области[26].
4. Окончания -і (-ы) одушевлённых существительных мн. числа в винительном пад.: гадава́ла сыны́, пас’е́ каро́вы, половы́ў мы́шы и т. п. как и в говорах юго-западного диалекта[27].
5. Окончание -амы в некоторых среднебелорусских говорах у существительных мн. числа в форме творительного пад.: рука́мы, ваза́мы, вуша́мы, акул’а́рамы и т. п.[27]
6. Образования существительных, обозначающих молодые существа, при помощи окончаний -а и -о, как и в юго-западном диалекте: ц’ал’а́, дз’іц’а́ и ц’ал’о́, дз’іц’о́ и т. п. в отличие от форм северо-восточного диалекта (дз’іц’о́нык, йагн’о́нак и т. п.), а также некоторых говоров Гродненской и Брестской области (парс’у́к, ц’ал’у́к и т. п.). В косвенных падежах для данных существительных употребляются формы аб ц’ал’у́, парас’у́ в отличие от форм юго-западного диалекта: ц’ал’а́ц’і, парас’а́ц’і, йагн’а́ц’і[28].